# DHL Fastest Lap Award
DHL Fastest Lap Award — премия, присуждаемая гонщику с наибольшим числом показанных быстрых кругов в течение сезона чемпионата мира Формулы-1. Этот трофей, открытый в 2007 году, стал первой такой наградой в честь гонщиков с самыми быстрыми кругами. По словам Берни Экклстоуна, премия «признает те самые вещи, которые делают Формулу-1: скорость и организацию».
Эта награда спонсируется компанией DHL Express в рамках её роли логистического партнёра в спорте. Кен Аллен, главный исполнительный директор DHL Express, объяснил, почему DHL спонсирует эту награду: «Самый быстрый круг в гонке-это всегда вызов. Это результат скорости, точности и командной работы. Победа в DHL Fastest Lap Trophy добавляет к этому непрерывность и надежность. Все эти атрибуты также легли в основу экспресс-бизнеса DHL.»

## История
В случае ничьей происходит обратный отсчет, причем самые быстрые вторые круги, самые быстрые третьи круги и так далее рассматриваются до тех пор, пока не будет найден победитель. В истории премии было три тай-брейка: в 2007 году, когда Кими Райкконен и Фелипе Масса сыграли вничью с шестью самыми быстрыми кругами и двумя вторыми самыми быстрыми кругами, в 2009 году, когда Себастьян Феттель и Марк Уэббер имели по три самых быстрых круга в конце сезона, и снова в 2010 году, когда Фернандо Алонсо и Льюис Хэмилтон имели по пять самых быстрых кругов.
В то время как большинство первых лет премии были тесно связаны, было несколько исключений: в 2008 году Райкконен имел десять самых быстрых кругов, опередив занявшего второе место массу с тремя, а в 2012 году Феттель имел шесть самых быстрых кругов, опередив Нико Росберга, Дженсона Баттона и Кими Райкконена, у которых было по два.[8] Примечательно, что одиннадцать различных гонщиков сумели получить самый быстрый круг в течение всего 2012 года.
Особенно близок был выпуск премии 2009 года, когда Себастьян Феттель установил только самый быстрый круг, который принес бы ему награду на предпоследнем круге финальной гонки сезона. Марк Уэббер получил награду DHL Fastest Lap award в сезоне 2011 года, установив непреодолимое количество самых быстрых кругов на предпоследней гонке-Гран-При Абу-Даби. С другим самым быстрым кругом на завершающем сезон Гран-При Бразилии он опередил Хэмилтона, Дженсона Баттона и чемпиона мира Феттеля на семь самых быстрых кругов до трех.
Феттель снова выиграл в 2013 году с двумя более быстрыми кругами, чем занявший второе место, и победителем 2011 года, Уэббером. 2014 год принес новый лауреат премии. Mercedes завершил семилетнюю удушливую хватку за награду от соперников Red Bull и Ferrari. Впоследствии «Мерседес» завоевывал эту награду пять раз подряд: Льюис Хэмилтон — в 2014, 2015 и 2017 годах, Нико Росберг — в 2016-м, а Валттери Боттас — в 2018-м. Таким образом, Mercedes стал самой успешной командой с пятью победами, обойдя Red Bull (четыре победы).
С 2019 года чемпионское очко присуждалось гонщику, который установил самый быстрый круг, впервые это было сделано с 1959 года.

## Победители
| Год  | Пилот             | Команда  | Быстрейших кругов |
| ---- | ----------------- | -------- | ----------------- |
| 2007 | Кими Райкконен    | Феррари  | 6                 |
| 2008 | Кими Райкконен    | Феррари  | 10                |
| 2009 | Себастьян Феттель | Ред Булл | 3                 |
| 2010 | Фернандо Алонсо   | Феррари  | 5                 |
| 2011 | Марк Уэббер       | Ред Булл | 7                 |
| 2012 | Себастьян Феттель | Ред Булл | 6                 |
| 2013 | Себастьян Феттель | Ред Булл | 7                 |
| 2014 | Льюис Хэмилтон    | Мерседес | 7                 |
| 2015 | Льюис Хэмилтон    | Мерседес | 8                 |
| 2016 | Нико Росберг      | Мерседес | 6                 |
| 2017 | Льюис Хэмилтон    | Мерседес | 7                 |
| 2018 | Валттери Боттас   | Мерседес | 7                 |
| 2019 | Льюис Хэмилтон    | Мерседес | 6                 |
| 2020 | Льюис Хэмилтон    | Мерседес | 6                 |

Среди пилотов больше всего наград у Льюиса Хэмилтона (5), Себастьяна Феттеля (3) и Кими Райкконена (2).